# Мемфремейгог
Мемфремейгог (англ. Lake Memphremagog; фр. lac Memphrémagog) — озеро на границе провинции Квебек (Канада) и штата Вермонт (США). Расположено в 130 километрах к востоку от Монреаля (Квебек). Одно из больших озёр Канады — общая площадь равна 102 км². Высота над уровнем моря 208 метров, колебания уровня озера до полуметра. Ледостав с декабря по апрель. Объём воды — 1,7 км³. Площадь водосборного бассейна — 1764 км².
Озеро изобилует разнообразными ландшафтами — холмистыми и гористыми на западном побережье и пасторальными сельскими — на восточном.
Название озера в переводе с алгонконского языка обозначает «там, где большой водный простор».

## География
Озеро Мемфремейгог вытянуто в меридианном направлении (40 км в длину и 1—3 км в ширину). Являясь пограничным озером, Мемфремейгог получает 71 % своего питания из Вермонта, США, но 75 % его водной поверхности находится в Квебеке (Канада).
Озеро расположено в предгорной области одного из хребтов Аппалачских гор (Зелёные горы). Ложе озера сформировано отступающим ледником во время Висконсинского оледенения.
Но озере 20 островов, самый большой из которых, Провинс-Айленд, расположен на государственной границе. По глубине озеро является третьим в Вермонте, самое глубокое место в озере (87 метров) находится близ границы.
Озеро состоит из трёх водоёмов: глубокого центрального и мелких северного и южного. 70 % бассейна озера занято тремя реками (Клайд, Бартон и Блэк), которые впадают в его южную оконечность и обеспечивают основное питание. Сток из озера на северо-восток по реке Мейгог, впадающей в Сент-Франсис (правый приток реки Святого Лаврентия) в городе Шербрук. Возле северной оконечности озера расположен канадский город Мейгог, возле южной оконечности — американский город Ньюпорт.
На западном берегу, недалеко от деревни Остин, находится Аббатство Сен-Бенуа-дю-Лак.

## Климатические условия
Среднемесячная температура колеблется от −13 °C в феврале до 19 °C в июле. Среднегодовая температура равна 4 °C.
Количество осадков колеблется от 22 мм в феврале до 124 мм в июне. Годовое количество осадков составляет 925 мм.
Количество солнечных дней колеблется от 5,3 в январе до 20,96 дней в июле. Среднемесячное количество солнечных дней составляет 12,5 дней.
Температура воды разнится для каждого водоёма. Наиболее экстремальные средние температуры наблюдаются в северном водоёме (4,9 °C в мае и 24,1 °C в июле)

## Мемпр
Начиная с XVIII века в озере периодически «видят» рептилию-монстра, которую называют Мемпр (или Мемпре), утверждают что последний раз Мемпра видели в 2000 году. За прошедшие столетия Мемпр стал частью местного фольклора, как и Лох-Несское чудовище в Шотландии.